# ステファン・ドラグティン (セルビア王)
ステファン・ドラグティン（セルビア語: Стефан Драгутин、? - 1316年3月12日）は、13世紀から14世紀にかけてのセルビア人君主。存命中にセルビア王（在位：1276年 - 1282年）、スレム王（在位：1282年 - 1316年）の地位に君臨していた。

## 生涯

### セルビア王即位と譲位まで
セルビア王ステファン・ウロシュ1世の長子として生まれ、アンジュー家出身の王女イェレナ・アンジューイスカーを母に持つ。1268年頃に、ハンガリー王イシュトヴァーン5世の娘であるカタリンを妻に迎えた。
セルビア内の親ハンガリー派の指導者的存在であり、そのために父ウロシュ1世と対立した。1276年にハンガリー王国の支援を受けて反乱を起こし、ガツコでの戦いの後にセルビア王位を奪い取った。即位後、ビザンツ帝国への攻撃を開始するが、成果は無かった。
1282年に狩猟中に脚を負傷し、健康を害する。協議の結果、セルビア王位にはドラグティンの弟のステファン・ウロシュ2世ミルティンが新たに就き、退位した彼はセルビア北部の領地を有することになった。子のヴラディスラフ（後のスレム王ステファン・ヴラディスラヴ2世）がハンガリー王家の王女と結婚した後、1284年にハンガリー王ラースロー4世よりベオグラード、マチュヴァを獲得した。晩年にボスニア王国のバン・ステファン・コトロマニッチと婚姻関係を築いた後にはウソラ、トゥズラなどのボスニア方面の領土を獲得した。

### スレムの王として

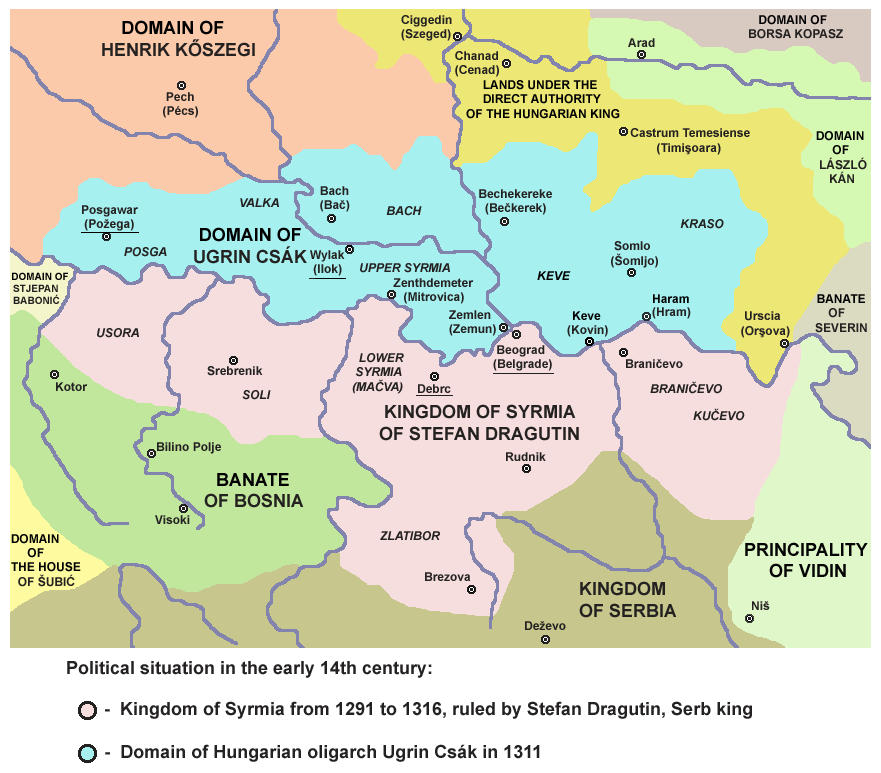
桃：スレム王国
青：チャーク・ウグリンの支配地

ドラグティンの新たな支配地は「スレム王国」と呼ばれ、首府は最初デブルツ（en:Debrc、ベオグラードとシャバツの中間に位置する都市）に置かれたが、後にドラグティンは居所をベオグラードに移した。そのため、ドラグティンはセルビア人の君主として初めてベオグラードを首都に定めた人物として知られるようになる。ドラグティンの存命中、上スレム（現在のスレムを中心とした地域）と下スレム（現在のマチュヴァを中心とした地域）の二つの地域が「スレム」と呼ばれていたが、実際にスレム王国の支配下にあったのは下スレムにあたる地域であったと考えられている。いくつかの史料にはドラグティンが上スレムとスラヴォニアをも支配していたと記されているが、対してそれらの地域はハンガリー人貴族チャーク・ウグリンの支配下にあったと述べる史料も存在する。
13世紀末よりドラグティンは支配地を拡大し、ブラニチェヴォとクチェヴォ（いずれも現在のブラニチェヴォ郡に位置する）を版図に加えた。ステファン・ウロシュ2世ミルティンがビザンツ帝国との関係の強化を図り、また彼がヴラディスラヴのスレム王国継承を認めない意思を明確にすると兄弟の間に対立が生まれるが、教会の仲裁によって1313年まで兄弟間の対立は小康状態に収まっていた。ドラグティンは晩年になってハンガリーの協力者との関係を絶ち、セルビア国内の支持者を増やしていく。また彼は修道院に入り、名前をTeoktistに改めた。1316年3月12日にドラグティンは没し、ノヴィ・パザル近郊のジュルジェヴィ・ストゥポヴィ修道院に埋葬された。死後、ヴラディスラヴがスレム王の地位を継承した。
ドラグティンは生前に素晴らしい修道院をいくつも建てており、フルシュカ・ゴーラ山地の聖母マリアの聖骸布が奉納されたMala Remeta修道院、アリリェの聖Achilleos教会、スタリ・ラスのジュルジェヴィ・ストゥポヴィ修道院などが著名な施設として挙げられる。

## 家族

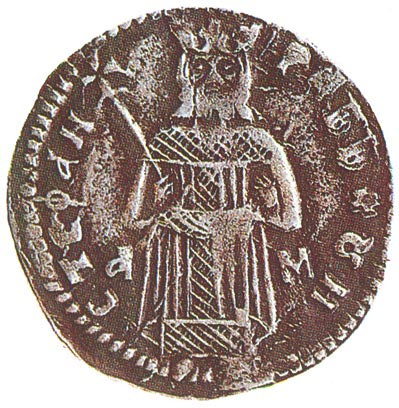
ドラグティンの像が刻まれた貨幣

ステファン・ドラグティンはカタリンとの間に3人の子をもうけた。
- ステファン・ヴラディスラヴ2世（英語版）
- エリザベト - ボスニア王国の統治者スチェパン・コトロマニッチの妻
- ウロシッツァ - 修道士